# Бајрам Селани
Бајрам Селани (алб. Bajram Selani; Дрваре, код Вучитрна, 1938 − 21. фебруар 2019) био је друштвено-политички радник СФР Југославије, СР Србије и САП Косова.
Био је члан Савезa комуниста Југославије.
Био је близак сарадник Фадиља Хоџе, Махмута Бакалија и осталих политичара тог времена.
Од 5. маја 1986. до 5. маја 1988. године био је председник Председништва САП Косова.